# クリスタニアRPG
クリスタニアRPGは、ファンタジー世界のクリスタニア大陸において獣人となって遊ぶテーブルトークRPGである。グループSNEがデザインしており（世界デザインは水野良）、角川書店およびメディアワークスから出版された。
クリスタニア大陸はフォーセリア世界の一部である。しかし、ロードス島RPGやソード・ワールドRPGとは、時代や場所などが隔絶している。

## ルール

### クラス
ファンタジーRPGでよく見かける、戦士（ウォリアー）、魔法使い（ソーサラー）といった職業（クラス）別のキャラクター制である。これにクリスタニア独自のビーストマスターというサブクラスを付与することにより、戦士がビーストマスター固有の魔法（タレント）を使用したり、魔法使いが肉弾戦で活躍するといったことが可能になる。
基本クラス
- 戦士（ウォリアー） - 武器、鎧などを使用した戦闘のエキスパート。
- 魔法使い（ソーサラー） - 古代語魔法を使用できる。各種知識も豊富。武器、防具はほとんど装備できない。
- 精霊使い（シャーマン） - 精霊を使役して魔法を使用できる。銀製の鎧を除き、金属製の鎧は装備できない。また両手持ちの武器は使用できない。
- 司祭（プリースト） - 神獣以外の神の力を借り、魔法を使用できる。
- 盗賊（スカウト） - 都市（集落）での活動に長けている。武器の取り扱いも、そこそこ。金属製の鎧は装備できない。
- 野伏（レンジャー） - 野外活動と弓の扱いに長けている。金属製の鎧は装備できない。

サブクラス
- ビーストマスター - 神獣の民が使用できる。神獣の力を借りた魔法や使用者の肉体変化（獣化など）を引き起こす「タレント」と呼ばれる特殊能力が使用可能。金属製の鎧を身にまとっていると骨格変型を伴うような肉体変化を起こすタレントは使用できないなどの制限もある。

以下は、クリスタニアRPGで追加されたサブクラス
- ファイター - 武器や鎧など使用制限がウォリアーに準じたものになる。ただし、魔法を使用する制限は緩和されないので、魔法を使いたい場合には着用する鎧などに気を配る必要がある。ウォリアーが取得することも可能ではあるが無意味である。
- ハンター - 武器や鎧など使用制限がレンジャーに準じたものになる。また、屋外活動での技能判定もレンジャー同様に行える。魔法を使用する制限についてはファイター同様。レンジャーが取得することも可能ではあるが無意味である。
- セージ - ソーサラーのように各種知識判定が行えるようになる。ソーサラーが取得することも可能ではあるが無意味である。

### 行為判定
行為判定システムは、基本的には100ダイス（1d100 または 2d10）によるパーセンテージロールであり、修正を加えた目標値以下の値の出目が出ると成功となる。また、修正を加えた目標値の1/10以下（端数切捨て）の出目を出した場合は、クリティカル（大成功）扱いとなる。修正後の目標値が9%以下であっても、01から10の出目は成功となり、01の出目は目標値が9%以下であってもクリティカルとなる。また逆に、00（100）の出目は、目標値が100%を超過していてもファンブル（大失敗）となる。
戦闘時の命中判定で大成功した場合は、与えるダメージが2倍になる。

### 集中力
ロードス島RPGと同様に各キャラクターは「集中力」の能力値を持つ。
行為判定後に、集中力の判定を行い成功した場合は、判定結果を1段階を上げる（下げる）ことができる。つまり、成功の判定で集中力判定に成功した場合は大成功の効果を得られる。しかし、あくまでも1段階のみであり、失敗した判定に集中力判定を行って成功した場合にでも、その行為判定は成功になるだけで、大成功にはならない。大失敗になった判定は集中力の判定に成功しても、通常の失敗になるだけである。

## ルール種別
3種類のルールが発表/発売されている。

### クリスタニア
コンプティーク誌の別冊付録として掲載されたルール。
コンプティーク誌にて、ロードス島戦記リプレイの後を継ぐ形で連載されたクリスタニア・リプレイで使用されたルールを取りまとめたもの。ルールそのものも、ロードス島戦記 コンパニオンと類似している。
経験値を獲得した際にプレイヤーが基本クラスとサブクラスに任意の割り合いで振り分け、基本クラスとサブクラスで個々にレベルアップするようになっていた。

### クリスタニア コンパニオン
角川書店から、ムック形式として出版された。ISBN 978-4047140097。
別冊付録をブラッシュアップしたもの。基本クラスとサブクラスの個別レベルアップは無くなった。
1レベルから5レベルのキャラクターに対するルール（魔法など）が記載されている。

### クリスタニアRPG
メディアワークスから出版された。プレイヤーブック、ゲームマスターブック、シナリオブックの3冊が箱入りで販売された。ISBN 978-4073010845。（ブッキングが、復刻出版している。1冊に合本してあり、内容は変わらない。ISBN 978-4835442372 。※エラッタ修正なし）
クリスタニア コンパニオンをブラッシュアップしたものとなっている。対応するキャラクターのレベルは10レベル（最高レベル）までとなっている。

## リプレイ
- コンプティーク誌連載。後にメディアワークスから出版。
  - 漂流伝説クリスタニア ISBN 978-4073031086
  - 蟻帝伝説クリスタニア ISBN 978-4073054559
  - 黄金伝説クリスタニア ISBN 978-4073081463
- 電撃王誌連載
  - 封印伝説クリスタニア ISBN 978-4073016298
  - 暗黒伝説クリスタニア ISBN 978-4073053439
  - 傭兵伝説クリスタニア ISBN 978-4073088219、ISBN 978-4073090458
  - 秘境伝説クリスタニア ISBN 978-4073100027